# Théodore Gosselin
Louis Léon Théodore Gosselin, o G. Lenotre (Richemont, 7 ottobre 1855 – Parigi, 7 febbraio 1935), è stato uno storico e drammaturgo francese.

## Biografia
Scrisse articoli per importanti periodici quali Le Figaro, Revue des Deux Mondes, Le Monde illustré e Le Temps. Produsse anche numerose opere che trattavano della rivoluzione francese, in particolare il Regime del Terrore, basate su fonti primarie di quel periodo che resero la sua opera apprezzata dai contemporanei. Il suo lavoro fu riconosciuto e ammirato dai suoi coetanei.
Gosselin fu un ufficiale della Legion d'Onore e nel 1932 fu eletto membro alla Académie française, tuttavia morì poco prima di entrare a far parte dell'Accademia, e non riuscì a pronunciare un discorso che aveva scritto in omaggio al suo predecessore, René Bazin.

## Opere
- Paris Révolutionnaire.
- La Guillotine et les exécuteurs des arrêts criminels pendant la Révolution.
- Un conspirateur royaliste pendant la Terreur : le baron de Batz.
- Le Vrai Chevalier de Maison-Rouge; La Captivité et la mort de Marie-Antoinette.
- La Chouannerie normande au temps de l’Empire.
- Le Drame de Varennes.
- Les Massacres de Septembre.
- Les Fils de Philippe-Égalité pendant la Terreur.
- Bleus, Blancs et Rouges.
- Le Roi Louis XVII et l’énigme du Temple.
- La Proscription des Girondins.
- La captivité et la mort de Marie-Antoinette.
- Les Feuillants- Le Temple-La Conciergerie.
- Légendes de Noël.

Teatro
- Les Trois Glorieuses.
- Varennes.
- Les Grognards.